# Rwandas herrlandslag i fotboll
Rwanda herrlandslag i fotboll representerar Rwanda i fotboll för herrar och spelade sin första match i Gabon den 29 juni 1976, och föll med 2-6 mot Burundi. Laget har deltagit i VM-kvalet 1998, 2002 och 2006 men aldrig kvalificerat sig till slutspelet. Rwanda tillhör Afrikas svagaste lag. Man har noterat sin största vinst mot Djibouti (9-0). Största förlusten är 5-0 mot Kamerun, Tunisien respektive Uganda och 6-1 mot Zaïre.

## VM-kval
VM-kvalet 2006 hade Rwanda debutant i sista ronden. Man förlorade i första matchen mot Nigeria med 0-2. En stor hemmaseger mot 3-1 mot Gabon följdes av en 0-2-förlust mot Zimbabwe. Man förlorade sensationellt med 0-1 mot Angola. Man knep 1 poäng mot Algeriet (1-1). Nästa match var mot Algeriet igen och man pressade Algeriet till en 0-1-förlust. Däremot tog man en poäng mot Nigeria genom att spela 1-1 hemma. Det blev emellertid storförlust mot Gabon med hela 0-3 i nästa match. Sedan förlorade man med 1-3 mot Zimbabwe, och matchen därpå förlorade man med 0-1 mot Angola. Rwandas 5 poäng (3-1-vinst mot Gabon hemma, 1-1 oavgjord hemma mot Algeriet och Nigerias 1-1 oavgjord hemma) innebar att man hamnade på jumboplatsen i gruppen.

## Afrikanska mästerskapet
Rwanda har bara varit med en gång i Afrikanska mästerskapen, 2004. Första matchen bjöd man på bra motstånd men förlorade med 1-2 mot Tunisien. I nästa match spelade man 1-1 mot Guinea, men man hade fortfarande chans att gå vidare. I sista matchen slog man DR Kongo med 1-0 efter mål av Saïd Makasi. Guinea och Tunisien gick vidare tack vare fler poäng.